# Bénédicte Gaillard
 (juin 2009).
Si vous disposez d'ouvrages ou d'articles de référence ou si vous connaissez des sites web de qualité traitant du thème abordé ici, merci de compléter l'article en donnant les références utiles à sa vérifiabilité et en les liant à la section « Notes et références ».
Pour les articles homonymes, voir Gaillard.
Bénédicte Gaillard est une grammairienne et lexicographe française.
Son approche de l'apprentissage de la langue française est que la maîtrise de la langue française s’acquiert en privilégiant la compréhension et l’analyse et non en apprenant par cœur, comme le préconisent les manuels tels que le Bescherelle ou le Bled[réf. nécessaire]. 
À partir de fautes fréquemment commises, elle expose les principales règles qui régissent la langue et met en avant toutes les régularités du français, convaincue qu’elles sont bien plus nombreuses que les irrégularités dont on parle généralement.
Sa vision de l'évolution de la langue française, appuyée par son expérience de lexicographe, en fait une fervente partisane des rectifications orthographiques de 1990.
En 2018, elle est élue membre du Conseil international de la langue française (CILF). Bénédicte Gaillard participe depuis une dizaine d'années à la rédaction du "Dictionnaire Hachette encyclopédique".

## Publications
- Le Français de A à Z, Paris, Hatier, 1995  (ISBN 2218054965)
- Toute l'orthographe, Toute la grammaire et Toute la conjugaison, avec Jean-Pierre Colignon, Albin Michel/Magnard.
, 2005 Trois ouvrages publiés dans la collection « Les Dicos d'or » dirigée par Bernard Pivot.
- Le camion des mots, avec Jean-Hugues Malineau et Denys Prache, Albin Michel, 2006.
- Testez votre culture générale en 1 500 QCM, L'Express, 2008.
- Ping-pong français (CP à CM2), Magnard, 2009.
- Orthographe, testez-vous, révisez, progressez, Paris, L'Express, 2009  (ISBN 978-2-84343-656-7)
- Grammaire, testez-vous, révisez, progressez, Paris, L'Express, 2010  (ISBN 978-2-84343-687-1)
- Testez votre culture générale en 1 500 QCM (vol. 2), L'Express, 2010.
- Conjugaison, testez-vous, révisez, progressez, L'Express, 2011.
- Cahiers de vacances, du CE2 à la 5e et adultes, collection « Les Timbrés de l'orthographe », Éditions de l'Opportun, 2011.
- Livre jeux Les 1 001 expressions préférées des Français, Paris, Éditions de l'Opportun, 2012  (ISBN 978-2-36075-158-7)
- 100 jours pour ne plus faire de fautes, Éditions de l'Opportun, 2015.
- Almanach perpétuel Bescherelle, Éditions du Chêne, 2015  (ISBN 2812311274)
- Précis de conjugaison, Edicef, 2016  (ISBN 2753111383)
- Grevisse du collège, Magnard, 2018  (ISBN 2210756413)
- Grevisse de la conjugaison, Magnard, 2019
- Passe-moi l'expression, éditions de l'Opportun, 2021 (ISBN 978-2380152555)